# Уманський Яків Наумович
Я́ків Нау́мович Ума́нський (21 серпня 1908, Конотоп — 12 липня 1976) — радянський юрист, фахівець із теоретичних питань радянського державного права та суверенітету союзних республік СРСР; випускник Інституту червоної професури (1938); доктор юридичних наук (1971) з дисертацією про теорію радянського державного права, професор (1971) та завідувач кафедри державного права в Університеті імені О. Є. Кутафіна (МДЮА).

## Життєпис
У 1926 році Яків Уманський став випускником Української військово-підготовчої школи імені М. В. Фрунзе, що розташовувалася в Харкові. Потім, 1931 року він закінчив московський Інститут радянського права, а сім років став випускником Інституту червоної професури в Москві. У 1940 році він захистив кандидатську дисертацію на тему «Соціально-політична сутність прав та обов'язків громадян при капіталізмі та соціалізмі» — став кандидатом юридичних наук.
У 1931 році Уманський почав працювати в Прокуратурі Російської РФСР: обіймав посаду слідчого з особливо важливих справ до 1936 року. У 1938 році він був направлений на роботу до Інституті права Академії наук СРСР, де став старшим науковим співробітником та вченим секретарем. У серпні 1940 року його було переведено посаду консультанта у юридичний відділ, працював при президії Верховної Ради СРСР, а у січні наступного року став начальником кримінально-судового відділу Генеральної прокуратури СРСР.
1944 року Уманський став викладачем у Московському юридичному інституті (МЮІ). Через п'ять років, після закінчення другої світової війни, він став завідувачем кафедри державного права у Всесоюзному юридичному заочному інституті (ВЮЗІ). У 1962 році обійняв посаду завідувача кафедри радянського будівництва того ж інституту. 1971 року успішно захистив докторську дисертацію на тему «Радянське державне право. Питання теорії», ставши доктором юридичних наук. Того ж року йому було присуджено вчене звання професора. Був також державним радником юстиції 3 класу, а також нагороджений орденом Червоної Зірки, орденом «Знак Пошани» та цілою низкою медалей.

## Наукові праці
Яків Уманський автор і співавтор понад 130 наукових праць, включно з трьома підручниками та низкою навчально-методичних посібників. Більш як два десятки робіт за його участю перекладено й видано в Мексиці, Китаї, Індії, Венесуелі, Норвегії, Великій Британії, Франції та Німеччині (ФРН). До сфери наукових інтересів Уманського входили здебільшого теоретичні питання радянського державного права та радянського державного будівництва; він займався питаннями, пов'язаними з розмежуванням повноважень між гілками влади у радянських органах управління, та вивчав проблеми суверенітету союзних республік СРСР, а також питаннями захисту прав громадян у радянському законодавстві.
Уманський вважав, що «для норм радянського державного права, що закріплюють і регулюють відносини, що становлять основу економічної та політичної організації радянського суспільства, був характерний метод конституційного закріплення. Відмінною рисою цих норм, не властивих жодній іншій галузі права, і те, що вони мають юридичних санкцій»:
- Основные права и обязанности граждан СССР. — Москва: Моск. рабочий, 1940. — 56 с.
  - Constitutional rights of Soviet citizens / Y. Umansky. — Moscow: Foreign languages publ. house, 1955. — 53 p.
- Советское государственное право: учебное пособие. — М., 1955.[4]
- Советское государственное право: [Учебник для юрид. ин-тов и фак.]. — Москва: Высш. школа, 1970. — 448 с.
- Как выбираются органы власти в СССР. — Москва: Знание, 1958. — 39 с.; (Серия 2 / Всесоюз. о-во по распространению полит. и науч. знаний; № 38)